# Bakili Baku
El Bakili Baku Football Club es un Equipo/ Club de Fútbol de la Ciudad de Bakú, Azerbaiyán.  Juega en la Primera División de Azerbaiyán.  
- Datos: Q804556
- Multimedia: Bakılı PFK / Q804556